# 손수 (후한)
손수(孫壽, ?~159년)는 후한 환제(桓帝) 때 권력을 잡은 대장군 양기(梁冀)의 아내이다. 아름다우면서도 드센 성격을 가졌기에 양기는 손수를 두려워하였다.

## 생애
150년 조정에서는 손수를 양성군(襄城君)으로 봉했으며, 양책(陽翟)에서 거두는 조세를 손수가 받게 했다. 또 장공주(長公主)와 비슷한 예우를 받았다. 양기와 손수 부부는 사치부리는 것을 좋아했기 때문에 두 사람이 각각 소유한 집을 마주보게 지었으며, 서로 자신의 집을 화려하게 꾸미는 것에 몰두하였다. 또 부부가 수레를 타고 거리에 나가서 멋대로 흥겹게 놀았다.
손수는 양기를 움직여 손씨 집안의 사람 십여 명에게 시중(侍中), 교위(校尉) 등의 각종 벼슬을 내리게 했다. 양기의 아버지 양상(梁商)이 순제(順帝)에게 바쳤던 미녀 우통기(友通期)가 잘못을 저질러 궐에서 쫓겨난 후 양기와 간통하자, 손수는 양기가 없는 틈을 타 우통기의 머리를 깎고 얼굴에 상처를 입힌 다음 마구 때렸다. 놀란 양기가 손수의 어머니에게 통사정하여 겨우 그쳤으나, 자신이 낳은 아들 양윤(梁胤)에게 우통기를 죽이게 하고 우(友)씨 집안 사람들을 몰살시켰다.
손수의 외삼촌 양기(梁紀)는 아내가 전 남편에게서 낳은 딸 등맹(鄧猛)을 키우고 있었는데, 159년 등맹의 미모를 눈여겨본 손수는 등맹의 성을 양(梁)씨로 바꾸게 하고 환제의 후궁으로 들여보냈다. 그리고 남편 양기로 하여금 등맹의 생모 선(宣)을 죽이게 했는데, 암살에 실패하여 선이 궁중으로 달려가 환제에게 자초지종을 고했다. 화가 난 환제는 환관들과 모의하여 군사들을 동원해 양기의 집을 포위했다. 절망에 빠진 손수는 남편과 함께 자살했다.

## 손수가 창안한 유행들
손수는 몸치장에 관심이 많아 자신만의 독특한 치장 방법과 호화로운 도구들을 개발했다. 이것들은 한나라의 상류층 여성들에게 인기를 얻어 시대를 대표하는 유행이 되었다. 그 종류에는 다음과 같은 것들이 있다.

### 유행
1. 수미(愁眉): 근심에 잠긴 것처럼 보이게 위해 눈썹을 가늘게 그리는 화장법
2. 제장(啼粧): 눈 밑을 하얗게 칠해 울고 난 것처럼 보이게 하는 화장법
3. 타마계(墯馬髻): 머리를 살짝 기울게 하여 여자의 몸가짐이 다소 흐트러진 것처럼 보이게 하는 방법
4. 절요보(切要步): 허리를 꺾고 흔들면서 걷는 방법
5. 우치소(齲歯笑): 이가 아픈 것처럼 얼굴을 살짝 찡그리는 방법

### 치장 도구
1. 평상병차(平上輧車)
2. 비책(埤幘)
3. 협관(狹冠)
4. 절상건(折上巾)
5. 옹신선(擁身扇)
6. 호미단의(狐尾單衣)